# Botpalád
Botpalád là một thị trấn thuộc hạt Szabolcs-Szatmár-Bereg, Hungary. Thị trấn này có diện tích 16,5 km², dân số năm 2010 là 605 người, mật độ 37 người/km².